# دست‌ها (ترانه ۲۰۱۶)
دست‌ها (انگلیسی: Hands) یک تک آهنگ خیرخواهانه برای ادای احترام به قربانیان تیراندازی باشگاه شبانه اورلندو ۲۰۱۶ می‌باشد. جاستین ترانتر و جولیا مایکلز ترانه سرایان این ترانه می‌باشند و ۲۷ خواننده در این آهنگ به خوانندگی پرداختند.

## خوانندگان
منبع: بیلبورد
- جاستین ترانتر
- جولیا مایکلز
- ایمجین درگنز
- بلادپاپ
- بریتنی اسپیرز
- سلنا گومز
- مارک رانسون
- جنیفر لوپز
- گوئن استفانی
- کیسی ماسگریوز
- جیسون درولو
- مگان ترینر
- خوانس
- پینک
- مری جی. بلایژ
- هالزی
- تروی سیوان
- تای هرندون
- آدام لمبرت
- گروه کر لس آنجلس
- ام‌ان‌ئی‌کی
- آلکس نیول
- مری لمبرت
- پرینس رویس
- جاسی اسمولت
- نیت روس
- روپال